# Marina Arismendi
Ana Marina Arismendi Dubinsky (Montevideo, 30 de mayo de 1949) es una política y maestra de escuela uruguaya, que fue ministra de Desarrollo Social en dos oportunidades: 2005-2010 y 2015-2020. Miembro del Partido Comunista del Uruguay que forma parte del Frente Amplio.

## Biografía
Marina Arismendi nació el 30 de mayo de 1949. Es hija de Rodney Arismendi, un histórico dirigente del Partido Comunista y fundador del Frente Amplio, y de Rosa Dubinsky.
Realizó sus estudios primarios en la escuela República de Chile y los secundarios en el liceo José Enrique Rodó donde se incorporó a la Federación de Estudiantes de Secundaria de Montevideo (FESM). En los primeros años de su adolescencia se une a la Unión de la Juventud Comunista y al Comité de Apoyo a la Revolución Cubana "Camilo Cienfuegos". 
Al terminar el liceo comenzó a estudiar magisterio. Se desempeña como aprendiz de obrera gráfica en la imprenta Norte. Formó parte del Coordinador del Magisterio y de la Federación Uruguaya del Magisterio. Al recibirse de maestra de Enseñanza Primera comienza a ejercer como tal, hasta su destitución durante la dictadura. 
Comenzada la dictadura, Marina Arismendi debe exiliarse y viaja a la República Democrática Alemana, donde obtuvo una Licenciatura en Ciencias Sociales brindada por la Escuela Superior Karl Marx de Berlín. Allí trabaja como maestra de español, historia y geografía de Uruguay y Chile en la escuela Antonio Maidana y maestra de español en la Universidad Popular para Adultos, y como traductora y correctora en la empresa Intertext de Berlín. 
Retornada la democracia al Uruguay, Arismendi recupera su cargo de maestra.

## Actividades políticas
Dentro del Partido Comunista del Uruguay ocupó grandes sitiales, especialmente luego de la dictadura. En 1990 fue elegida integrante del Comité Central de dicho partido para su XXII Congreso. Integró, en 1992 la Secretaría General Colectiva, y hasta el 2006 la Secretaría General del partido, tras la renuncia de Jaime Pérez. Integró la Mesa Política del Frente Amplio entre 1992 y 1999.
En las elecciones nacionales de 1994 ocupa el primer lugar en la lista del PCU para integrar la Cámara de Senadores, resultando electa como tal. En las elecciones de 1999 y posteriormente las de 2004 vuelve a ser elegida Senadora. Durante el período 2000-2005 integra las comisiones permanentes de Asuntos Laborales y Seguridad Social; Educación y Cultura; Transporte y Obras Públicas; y la Comisión Especial de Servicios Públicos, donde ejerció la vicepresidencia durante los años 2001 y 2004. 
Al asumir en el año 2005 Tabaré Vázquez como Presidente del Uruguay, la nombra titular del nuevo Ministerio de Desarrollo Social (MIDES). Sus objetivos básicos son de disminuir la pobreza y la indigencia, hacer frente a la situación de emergencia social que vivía el país y desarrollar políticas permanentes a largo plazo. Los objetivos enumerados fueron cumplidos y siguen evolucionando hasta la actualidad.

## Actualidad
En la actualidad Arismendi se encuentra trabajando en el Frente Amplio como directora de la Unidad Coordinadora de gobiernos departamentales y municipales de esta fuerza política.
Su nombre se había mencionado para una posible candidatura a la Vicepresidencia en las elecciones de 2014.
En diciembre de 2014, tras confirmarse la elección de Tabaré Vázquez para un nuevo periodo presidencial, se anunció que Arismendi volverá a estar al frente del Ministerio de Desarrollo Social.